# Kazimierz Bulas
Kazimierz Bulas (ur. 17 lutego 1903 w Wadowicach, zm. 26 września 1970 w Houston) – polski uczony, archeolog klasyczny, badacz starożytnej sztuki greckiej, poliglota i tłumacz, twórca nadawanych z Polski audycji radiowych w języku nowogreckim, wykładowca Uniwersytetu Jagiellońskiego, profesor Uniwersytetu Mikołaja Kopernika. Od 1947 roku przebywał na Zachodzie, we Włoszech a następnie Stanach Zjednoczonych, gdzie był współautorem dwutomowego słownika polsko-angielskiego, wydanego przez Fundację Kościuszkowską.

## Życiorys
Kazimierz Bulas zdał maturę w Państwowym Gimnazjum w Wadowicach w 1921 roku. Jesienią tegoż roku rozpoczął studia w zakresie archeologii klasycznej i historii starożytnej na Wydziale Filozoficznym Uniwersytetu Jagiellońskiego. W 1923 roku, jako student, został równocześnie zatrudniony na posadzie młodszego asystenta w katedrze profesora Piotra Bieńkowskiego. Wyjeżdżał również na studia uzupełniające do Francji i Włoch. Absolutorium uzyskał 4 lipca 1925 roku. Następnie znów wyjechał do Włoch, gdzie pracował nad doktoratem. Promocję doktorską uzyskał 24 czerwca 1927 roku na podstawie pracy Ilustracje starożytne do Iliady. W czasie studiów opanował kilka języków obcych, w tym litewski i turecki.
W latach 1927–1929 pracował jako asystent na Uniwersytecie, nauczyciel greki i łaciny w Gimnazjum św. Jacka oraz pracownik czytelni Towarzystwa Polsko-Włoskiego. We wrześniu 1929 roku wyjechał na studia zagraniczne, finansowane ze stypendium Funduszu Kultury Narodowej. Przez dwa semestry przebywał w Berlinie, następnie w Belgii, Francji, Wielkiej Brytanii, Włoszech, Jugosławii i Turcji, by w latach 1930–1931 zostać stażystą w École Française d'Athenes. W tym czasie opanował język nowogrecki. Po powrocie do Krakowa, 1 października 1931 roku otrzymał posadę starszego asystenta. W 1935 roku uzyskał habilitację na podstawie pracy Chronologia attyckich stel nagrobnych epoki archaicznej. 1 października 1936 roku został adiunktem. W ramach badań naukowych wziął udział w opracowaniu znajdujących się w polskich zbiorach egzemplarzy ceramiki starożytnej, w ramach międzynarodowego projektu Corpus Vasorum Antiquorum pod patronatem Polskiej Akademii Umiejętności. W 1932 roku opublikował swoje ustalenia dotyczące klasyfikacji i chronologii miniaturowych o charakterystycznej dekoracji, datowanych przezeń na początek IV w. p.n.e. Rok później wydał pionierski podręcznik akademicki Keramika grecka.
Od 1931 roku prowadził na Uniwersytecie Jagiellońskim lektorat języka nowogreckiego, przygotował również i prowadził cykl pogadanek na temat współczesnej Grecji na antenie Radia Kraków oraz publikował felietony o zbliżonej tematyce w „Ilustrowanym Kurierze Codziennym” i jego dodatkach. Rok później został konsulem honorowym Grecji w Krakowie. Wkrótce przygotował i poprowadził w Radiu Katowice comiesięczne audycje w języku nowogreckim. Były to audycje pionierskie, ponieważ Grecja nie posiadała wówczas własnych rozgłośni radiowych, co przyniosło mu dużą popularność w tym kraju. Był gościem na uroczystościach związanych z otwarciem linii lotniczej do Salonik (1936) oraz nadaniem jednej z ulic w tym mieście nazwy ulicy Polskiej (marzec 1937). W kwietniu 1937 roku wszedł w skład delegacji Uniwersytetu Jagiellońskiego na obchody stulecia Uniwersytetu Narodowego im. Kapodistriasa w Atenach. Został wówczas odznaczony Złotym Krzyżem Orderu Feniksa. W latach 1936–1938 prowadził w Atenach i Salonikach cykl wykładów na temat związków kultur polskiej i greckiej. Był też tłumaczem literatury nowogreckiej na język polski, przełożył między innymi dramaty Spirosa Melasa, z którym łączyła go osobista przyjaźń. W 1937 roku towarzyszył dramaturgowi podczas jego pobytu w Polsce, w czasie którego ten przekazał prezydentowi Krakowa urnę z ziemią z cmentarza bojowników greckich w Missolungi, przeznaczoną na Kopiec Piłsudskiego.
6 listopada 1939 roku został aresztowany w czasie Sonderaktion Krakau. Został przewieziony do Wrocławia, następnie Sachsenhausen i Dachau. Został zwolniony z obozu 12 kwietnia 1940 roku, między innymi na skutek interwencji Ministerstwa Spraw Zagranicznych Grecji oraz członków Niemieckiego Instytutu Archeologicznego. Po powrocie do Krakowa utrzymywał się z lekcji języków obcych i tłumaczeń. Po zakończeniu wojny powrócił do pracy naukowej, jako docent i adiunkt w katedrze profesora Stanisława Gąsiorowskiego. Od października 1945 roku został przeniesiony do Uniwersytetu Mikołaja Kopernika w Toruniu, gdzie objął katedrę archeologii klasycznej jako profesor nadzwyczajny. W 1947 roku wyjechał do Rzymu, gdzie przez kolejne trzy lata kierował stacją naukową Polskiej Akademii Umiejętności. W latach 1950–1951 pracował w Bibliotheca Hertziana. Następnie wyjechał wraz z rodziną do Stanów Zjednoczonych, zamieszkał w Houston i rozpoczął pracę w bibliotece Rice University. We współpracy z dwoma amerykańskimi slawistami: Francisem J. Whitfieldem i Lawrence’em L. Thomasem opracował dwutomowy słownik polsko-angielski i angielsko-polski, wydany jako The Kościuszko Foundation Dictionary. Zmarł w Houston 26 września 1970 roku.